# Ветлянка (приток Сарбая)
Ветлянка (Кундузла) — река в России, протекает по территории Самарской области. Устье реки находится в 21 километре от устья по правому берегу реки Сарбай. Длина реки составляет 20 километров. Площадь водосборного бассейна — 171 км².
Левый приток — река Хилково (впадает в 5,3 км от устья, в окрестностях села Вишнёвый Сад).

## Этимология
Название может происходить от зарослей ветлы (ива, верба, лоза).

## Данные водного реестра
По данным государственного водного реестра России относится к Нижневолжскому бассейновому округу, водохозяйственный участок реки — Большой Кинель от истока и до устья, без реки Кутулук от истока до Кутулукского гидроузла. Речной бассейн реки — Волга от верхнего Куйбышевского водохранилища до впадения в Каспий.
Код объекта в государственном водном реестре — 11010000812112100008593.